# Pascual Acevedo
Pascual Acevedo (* 18. Dezember 1999) ist ein uruguayischer Leichtathlet, der sich auf den Hindernislauf spezialisiert hat.

## Sportliche Laufbahn
Erste internationale Erfahrungen sammelte Pascual Acevedo im Jahr 2016, als er bei den U18-Südamerikameisterschaften in Concordia in 6:30,50 min den siebten Platz über 3000 m Hindernis belegte. Im Jahr darauf gelangte er bei den U20-Panamerikameisterschaften in Trujillo mit 16:35,92 min auf den zwölften Platz über 3000 m Hindernis und 2025 belegte er bei den Südamerikameisterschaften in Mar del Plata in 9:22,13 min den achten Platz.
In den Jahren von 2020 bis 2025 wurde Acevedo argentinischer Meister im 3000-Meter-Hindernislauf.

## Persönliche Bestleistungen
- 3000 m Hindernis: 9:22,13 min, 26. April 2025 in Mar del Plata